# Sandwich (Massachusetts)
Sandwich es un pueblo ubicado en el condado de Barnstable en el estado estadounidense de Massachusetts. En el Censo de 2010 tenía una población de 20.675 habitantes y una densidad poblacional de 180,55 personas por km².

## Geografía
Sandwich se encuentra ubicado en las coordenadas 41°42′49″N 70°29′8″O / 41.71361, -70.48556. Según la Oficina del Censo de los Estados Unidos, Sandwich tiene una superficie total de 114.51 km², de la cual 110.7 km² corresponden a tierra firme y (3.32%) 3.81 km² es agua.

## Demografía
Según el censo de 2010, había 20.675 personas residiendo en Sandwich. La densidad de población era de 180,55 hab./km². De los 20.675 habitantes, Sandwich estaba compuesto por el 96.72% blancos, el 0.38% eran afroamericanos, el 0.25% eran amerindios, el 1.19% eran asiáticos, el 0.02% eran isleños del Pacífico, el 0.37% eran de otras razas y el 1.07% pertenecían a dos o más razas. Del total de la población el 1.33% eran hispanos o latinos de cualquier raza.